# Synode van Piacenza
De Synode van Piacenza of het Concilie van Piacenza was een historisch congres van Rooms-Katholieke pausen en tweehonderd bisschoppen, 4000 kerkambtenaren en 30.000 lekendie werd gehouden van 1 tot 7 maart 1095. Er waren zo veel mensen dat de bijeenkomst buiten de stad Piacenza gehouden moest worden.

## Achtergrond
De belangrijkste gezagdragers uit die tijd waren om verschillende redenen met elkaar in conflict geraakt, zo was er de investituurstrijd en de paus had heersers door excommunicatie beledigd. De bedoeling van dit meerdaagse congres was onder andere te bespreken of toenadering mogelijk was.
Er waren twee pausen aanwezig, paus Urbanus II, kandidaat van de abdij van Cluny en tegenpaus Clemens III, kandidaat van keizer Hendrik IV. Twee Duitse koningen, Hendrik IV en zijn zoon Koenraad.

## Verzoening
De kerkelijke gezagsdragers gingen akkoord met het opgeven van verschillende excommunicaties, zoals die aan koning Filips I van Frankrijk, omdat hij trouwde met Bertrada van Montfort, terwijl hij nog niet gescheiden was. Ook de excommunicatie van de Byzantijnse keizer Alexios I Komnenos, wegens het Oosters Schisma, werd ongedaan gemaakt.

## Kerkelijke wetgeving
De problematiek van simonie werd besproken en er werden regels uitgevaardigd.

## Verzoek militaire bijstand Byzantijnse keizer
De Byzantijnse keizer was zelf niet aanwezig, maar zijn afgezanten wel. Zij vertelden aan wie het horen wilde over de lamentable situatie waarin de Christenen zich bevonden, sinds de overheersing van de islamitische Seltsjoeken van Anatolië en de Levant en dat ze wel hulp konden gebruiken om het tij te doen keren. Ook de stad Jeruzalem en omliggend grondgebied (het Heilige Land) waren onder de heerschappij van islamitische heersers gebracht, de keizer meende dat de kerk er belang bij kon hebben in deze kwestie schouder aan schouder te gaan staan. 
Dit verzoek was bij de Franse paus Urbanus niet aan dovemansoren gericht. Eerder had Paus Gregorius VII al meermaals geopperd, een religieuze oorlog te gaan voeren om Jeruzalem en het Heilige Land onder bestuur van Katholieke heersers te krijgen. Deze paus werd financieel en militair ondersteund door de machtige wereldlijke heerseres Mathilda van Toscane in zijn strijd om de macht met de Duitse keizer. Mathilde had er op haar beurt belang bij, dat de belangrijke handelsroutes via havens aan de Middellandse Zee vrij toegankelijk bleven. De oproepen van Gregorius bleven zonder gevolg.
Het verzoek van de Byzantijnse keizer zou verstrekkende gevolgen hebben. Aan het eind van hetzelfde jaar riep paus Urbanus de Synode van Clermont bijeen, en deed daar een oproep voor de Eerste Kruistocht.